# Källarlandet
Källarlandet är en del av en ö i Finland.   Den ligger i kommunen Sjundeå i den ekonomiska regionen  Helsingfors  och landskapet Nyland, i den södra delen av landet, 40 km väster om huvudstaden Helsingfors.